# 오워스 벤슨
오워스 벤슨 (1977년 3월 22일 ~ )는 가나의 전 축구 선수이다.

## 통계
| 가나 | 가나 | 가나 |
| 연도 | 출전 | 골   |
| ---- | ---- | ---- |
| 1999 | 1    | 0    |
| 합계 | 1    | 0    |